# Reduplikation (Sprache)
Die Reduplikation ist in der Grammatik ein Prozess, der bei der Wortbildung oder der Bildung von Wortformen (Flexion) vorkommt. Er besteht darin, dass Lautmaterial aus einem Wort oder Wortteil kopiert wird, um bestimmte Funktionen auszudrücken.
Beispielsweise gibt es im Lateinischen Verben, die die Perfektform so ausdrücken: curro („ich laufe“) wird im Perfekt cucurri („ich bin gelaufen“), parco („ich schone“) wird peperci. Weder cu- noch pa- oder (dessen Ablaut) pe- für sich alleine sind Zeichen des Perfekts, sondern nur die Verdopplung als solche. Auch die Verdopplung ganzer Wörter, z. B. um Intensivierung auszudrücken, kann als Reduplikation bezeichnet werden. Jedoch ist nicht jede Verdopplung eine Reduplikation: Ur-Ur-Großvater ist lediglich die zweimalige Anwendung (Iteration) eines Wortbildungselements Ur-, das eine konstante Form hat. Reduplikation ist vielmehr beschreibbar als ein Morphem, das keine eigene Lautgestalt hat, sondern sie sich gleichsam aus der Umgebung ausborgt.
Obwohl sich Reduplikation der theoretischen Beschreibung nach exotisch ausnimmt, handelt es sich um einen sehr natürlichen Prozess, der in vielen Sprachen vorkommt, unter anderem um Formen der Vergangenheit, des Plurals, des Diminutivs etc. zu bilden. Edward Sapir formulierte:

“Nothing is more natural than the prevalence of reduplication, in other words, the repetition of all or part of the radical element.”

„Nichts ist natürlicher als das (häufige) Vorkommen der Reduplikation, in anderen Worten, die Wiederholung des ganzen oder eines Teils des Grundelements.“

## Typen von Reduplikation
Man unterscheidet verschiedene Formen von Reduplikationsbildung:
- einfache Doppelung (exakte Reduplikation):
  - Papiamentu: ketu~ketu „sehr still“,
  - deutsch: klein-klein, hopp-hopp, Tamtam, Wauwau.
- Reimdoppelung (Reimbildung, Echowortbildung):
  - Bikolano: harap-hasap „rauh“,
  - englisch (mit jiddischer schm-Pejorisierung): party-shmarty.
  - deutsch: Heckmeck, Kuddelmuddel, Techtelmechtel, Hokuspokus, Schickimicki, ratzfatz, ruckzuck.
- Ablautdoppelung[2] (apofonische Doppelung):
  - Bei der Reduplikation mit Scheinablaut findet im Deutschen meist ein Wechsel von i zu a statt: z. B. Flickflack, Hickhack, Krimskrams, Mischmasch, Singsang, ritsch-ratsch, Schnickschnack, schnipp-schnapp, tick-tack, Tingeltangel, Wirrwarr, Zickzack.
  - Im Englischen findet sich neben dem Wechsel von i zu a wie in Seesaw, Riffraff oder Chitchat[3] auch ein Wechsel von i zu o: z. B. Flip-flop, Hip-hop, Pingpong, Tip-top.[4]
- selten: Triplikation (z. B. Pipapo).

Beispiele
Deutsch: schick → Schicki-micki  – „im Trend liegend“ (Adjektiv und Substantiv)
Fidschi: bota – „reifen“ → bo~bota – „beginnen zu reifen“
Georgisch: lamas- – „hübsch“ → lamas~lamasi – „ganz hübsch“; lamas-lamasi kalebi - lauter schöne Frauen.
Kiribatisch: burae – „Haar“ → burae~rae – „haarig“
Indonesisch: orang – „Mensch“ → orang orang – „Menschen“
Japanisch: hito (人) – „Mensch“ → hitobito (人々) – „Menschen, Leute“
Mandarin-Chinesisch: rén – „Person“ → rén~rén – „jeder“
Türkisch: sarı - „gelb“ → sapsarı „knallgelb“ katı - „hart“ kaskatı „steinhart“
Papiamentu: ketu – „still“ → ketu~ketu – „sehr still“
Italienisch: piano – hier: „langsam“ → piano piano – „sehr langsam, allmählich, auch: so langsam werde ich sauer!“ (im Italienischen stets eine Steigerung; vgl. forte (stark) und bello (schön))

## Reduplikation im Deutschen
Im Deutschen kommt die Reduplikation nach gängiger Lehrmeinung selten vor. Wie allerdings schon Bzdȩga gezeigt hat, findet sich eine recht große Zahl und Vielfalt von Reduplikationen in der deutschen Sprache; siehe obige Beispiele aus verschiedenen Bildungstypen. Diese Position wird durch neuere Analysen von Wiese, Freywald und Kentner bestätigt.
In der Kindersprache sind häufig sog. Lallwörter anzutreffen, man denke an Mama und Papa, Wauwau. Ausdrücke wie ruck-zuck, wischi-waschi oder Zickzack zeigen jedoch die weitere Verbreitung, größtenteils mit partieller Reduplikation (siehe weitere Beispiele unter "Ablautdoppelung" unten).
Die Präteritalform tat (älter: tät/tet) zu tun enthält mit dem zweifachen ‚t‘ einen Überrest der alten indogermanischen Perfektreduplikation. Diese ist etwa im Altgriechischen, im Sanskrit sowie in Resten im Lateinischen erhalten. So bildet das griechische Verb παιδεύω paideuō (ich erziehe) das Perfekt πεπαίδευκα pepaideuka (ich habe erzogen), zu lateinisch tango (ich berühre) lautet die Perfektform tetigī (ich habe berührt) (sog. Reduplikationsperfekt).
Diejenigen starken Verben, deren Stammvokal im Infinitiv und im Partizip II identisch ist und deren Präteritum den Ablaut -ie- kennt, sowie gehen kannten im Germanischen eine Perfektreduplikation, wobei diese synchron nicht mehr als solche zu erkennen ist und auch die historische Entwicklung von der Reduplikation zu /ie/ noch einer vollständigen Klärung harrt.
Reduplikationswörter können auch aus fremden Sprachen eingebürgert werden, etwa Bonbon oder Tamtam.
Der Begriff Reduplikation ist nicht immer ganz eindeutig. So werden Wörter, die mit sich selbst ein Kompositum bilden (Autokomposita), oft nicht als solche betrachtet. Kompetenz-Kompetenz z. B. wird bisweilen als das längste durch Reduplikation gebildete deutsche Wort bezeichnet. Tatsächlich handelt es sich hierbei jedoch um ein Determinativkompositum, das die Bedeutung der Kompetenz zur Schaffung von Kompetenzen betont (vgl. auch frz.: compétence de la compétence). Bitte-bitte, Klein-klein oder zack-zack dagegen, die lediglich „Verstärkung“, „Intensivierung“ ausdrücken, sind Reduplikationen.
In der Umgangssprache kann eine Reduplikation eines Wortes zudem die Beschränkung eines mehrdeutigen Wortes auf die ursprüngliche bzw. Hauptbedeutung bewirken, z. B. Freund-Freund. Dieses Phänomen wird als kontrastive Fokus-Reduplikation bezeichnet.

### Reduplikation im Schweizerdeutsch
Im Schweizerdeutsch werden im Gegensatz zu Standarddeutsch und Schweizer Hochdeutsch Reduplikationen von Verben und Interrogativpronomen häufig benutzt.

#### Reduplikation von Verben
Das Schweizerdeutsch beschreibt unmittelbar bevorstehende Aktionen mit den Hilfsverben gaa/goo „gehen“, choo „kommen“ laa/loo „lassen“, aafaa/aafoo/aafange „beginnen“. Diese Verben verfügen alle über eine unbetonte Form, die in der Verdoppelung oder gar Verdreifachung benutzt wird, die im Zusammenhang mit einem auf das Verb folgenden Infinitiv benutzt wird. Historisch gesehen, handelt es sich freilich um eine Uminterpretation und anschließende Ausweitung der ursprünglichen Verbindung von frühneuhochdeutsch gan „gehen“ mit gen „gegen“.
Beispiele:
- Ich gang go poschte oder Ich gang goge poschte. (Verdoppelung von gaa mit go, Verdreifachung mit goge. Bedeutung in Standarddeutsch: „Ich gehe einkaufen, jetzt gleich.“)
- Ich chum cho luege oder Ich chum choge luege. (Verdoppelung von choo, Verdreifachung mit choge. Bedeutung in Standarddeutsch: „Ich komme schauen, jetzt gleich.“)
- Ich laa di la mache oder Ich la di lala mache. (Verdoppelung von laa mit laa, Verdreifachung mit lala. Bedeutung in Standarddeutsch: „Ich lasse dich machen, von jetzt an.“)
- Ich fangen afa ässe. (Verdoppelung von aafaa unter Weglassung des Präfixes des Vollverbs. Bedeutung in Standarddeutsch: „Ich beginne zu essen, jetzt gleich.“)

#### Reduplikation von Interrogativpronomen
Das Schweizerdeutsch kennt auch die Reduplikation von Interrogativpronomen. Sie wird benutzt, um die Frage zu verstärken. Die Verdoppelung erfolgt entweder mit der Wiederholung des Interrogativpronomen am Ende des Fragesatzes oder durch Reduplikation des Interrogativpronomen selbst, wobei die Bindesilbe li eingefügt wird. Die Reduplikation wird nur mit einsilbigen Interrogativpronomen was und wer angewendet in offenen Fragen verwendet.
Beispiele:
(Bedeutung in Standarddeutsch: Was machen wir morgen, bitte sehr?)
- Was mache mer morn was? (Reduplikation mit zweitem Interrogativpronomen am Ende des Satzes.)
- Waseliwas mache mer morn? (Reduplikation des Interrogativpronomen.)

## Reduplikation im Altgriechischen
Im Altgriechischen kommt die Reduplikation als Zeichen des Perfektstammes vor. Beginnt das Verb mit einem einfachen Konsonanten außer ρ, so wird dieser Konsonant mit dem Vokal ε vor das Verb redupliziert. Im Falle einer Aspirata steht die entsprechende Tenuis:
λύω Perf. λέλυκα aber θεάομαι Perf. τεθέαμαι.
Beginnt das Verb mit muta cum liquida tritt nur die Muta mit ε vor das Verb: κλείω Perf. κέκλεικα. In allen anderen Fällen kommt es nicht zu Reduplikation, stattdessen wird das Perfekt mit Augment gebildet.
Einige wenige Verben besitzen eine Präsensreduplikation mit dem Vokal ι, mit der sie sich vom eigentlichen Verbalstamm unterscheiden: δίδωμι Verbalstamm: δω.

## Reduplikation im Chinesischen
Die chinesische Sprache, hier das Mandarin- oder Hochchinesisch, gilt als morphologiearme Sprache. Sie besitzt jedoch neben der umfassenden Bildung von Komposita mehrere, teilweise produktive, Muster der Reduplikation, und zwar für alle Hauptwortarten. Die folgenden fünf Muster der Reduplikation lassen sich unterscheiden:
(1) Reduplikation von Verben (delimitativer Aspekt)
xiē ‚ausruhen‘ → xiē xie ‚ein wenig ausruhen‘
děng ‚warten‘ → děng deng/děng-yi-děng ‚mal warten, kurz warten‘
(2) Reduplikation von Zählwörtern (Qualifikation)
gè ‚Stück’ → gè ge rén ‚jeder Mensch‘
zhóng ‚Stück‘ → zhóng zhong gǒu ‚jede Art Hund‘
(3) Reduplikation von Adjektiven (Intensivierung)
hǎo ‚gut‘ → hǎo hāo ‚sehr gut‘
mān ‚langsam‘ → mān man ‚sehr langsam‘
(4) Reduplikation von Substantiven (Diminutiv; Die jeweilige Basis kommt nicht frei vor)
jiějiě ‚ältere Schwester‘
bàba ‚Vater‘
(5) Reduplikation von anderen Wörtern (divers)
bái ‚umsonst‘ → báibái ‚ganz umsonst‘
cháng ‚oft‘ → chángchang ‚oft‘
Zur Analyse postuliert Wiese (1988, S. 200–205): Die reduplizierte Einheit ist unbetont und daher nicht tontragend; die Reduplikation von Verben und Zählwörtern (Typ 1) erlaubt auch eine Reduplikation zweisilbiger Ausdrücke im Ganzen, die übrigen Reduplikationen (Typ 2) nicht. Stattdessen werden die Silben zweisilbiger Ausdrücke einzeln redupliziert (wenn überhaupt). Reduplikationen vom Typ 1 sind produktiver als im Typ 2 und erlauben Tonsandhi des 3. Tons. Typ 2-Reduplikationen haben mehr idiosynkratische Eigenschaften hinsichtlich Anwendbarkeit und Bedeutung.